# Sályi-patak
A Sályi-patak a Bükk-vidék területén, a Latorpusztánál (Latorfő) eredő Latorúti-patakkal együtt (mely Latorpuszta területén torkollik a Sályi-patakba) Mezőnyárádnál ömlik bele a Kácsi-patakba.

## Leírása
A Sályi-patak is a Déli-Bükk északi peremén csordogáló rövid patakok közé tartozik a Latorfőnél belefolyó Latorúti-patakkal együtt, melyek a Répáshuta–Bükkszentkereszt vonal mentén kialakult víznyelőkben tűnnek el. A Kácsi- és a Latorúti-patak is a hegységperemi karsztforrásokból ered.
A Bükk patakjai azonban nemcsak bő vizükről és természeti környezetükről nevezetesek, de látványos édesvízi mészkő-felhalmozódásaikról is. A forrás- és patakvizekből kivált mésztufaképződmények - amelyek a bennük levő elpusztuló növényzet miatt likacsos szerkezetűek - gyakorlatilag minden karsztforrás által táplált patakban megtalálhatók, így a Sályi- és a Latorúti-patakokban is, de megfigyelhetők e mészkőlerakódások például a Sályi-, vagy Latorúti-patak hídja alatti cseppkőképződésekben is.

## Lefolyása

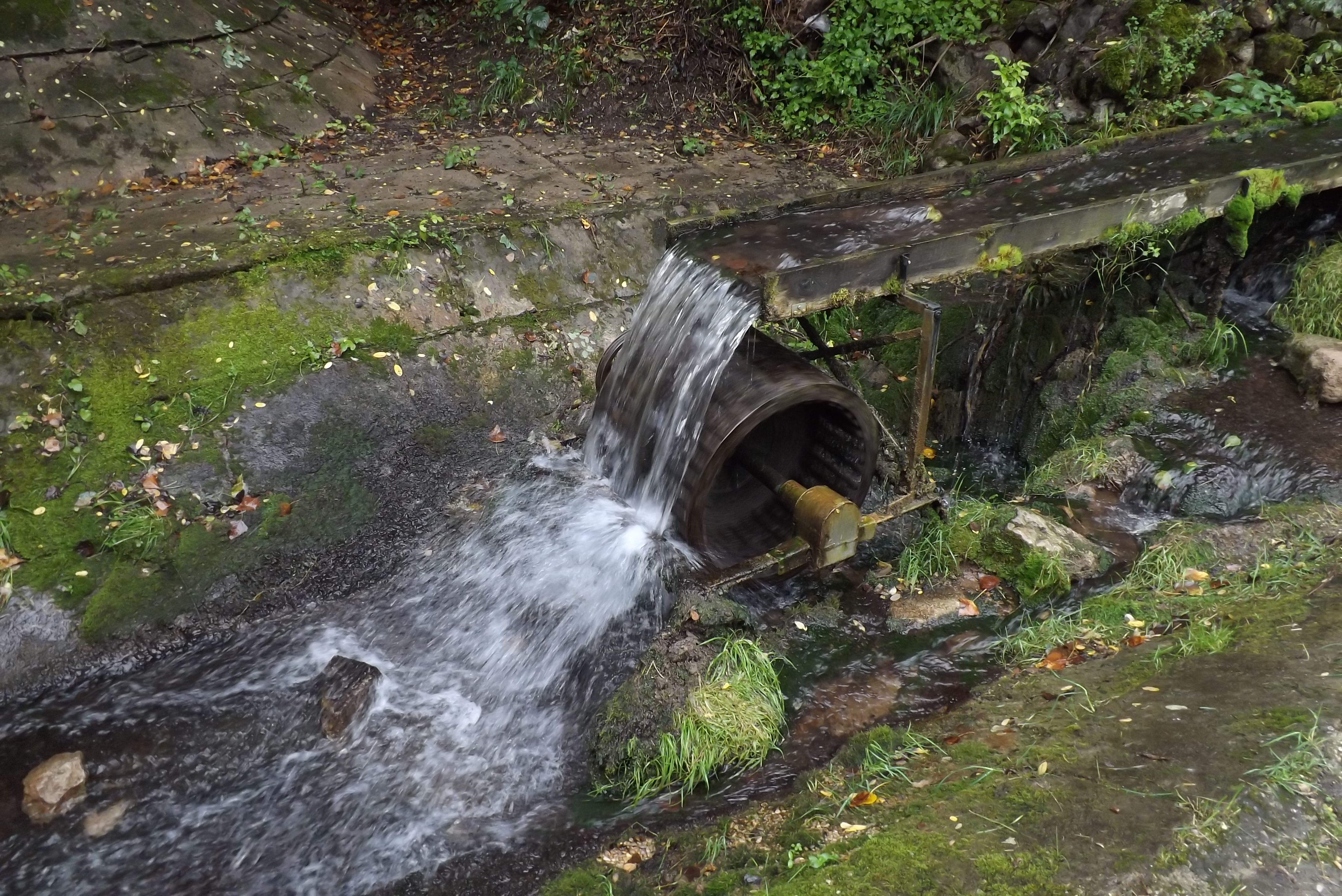
Vízikerék a patakon Latorpusztánál

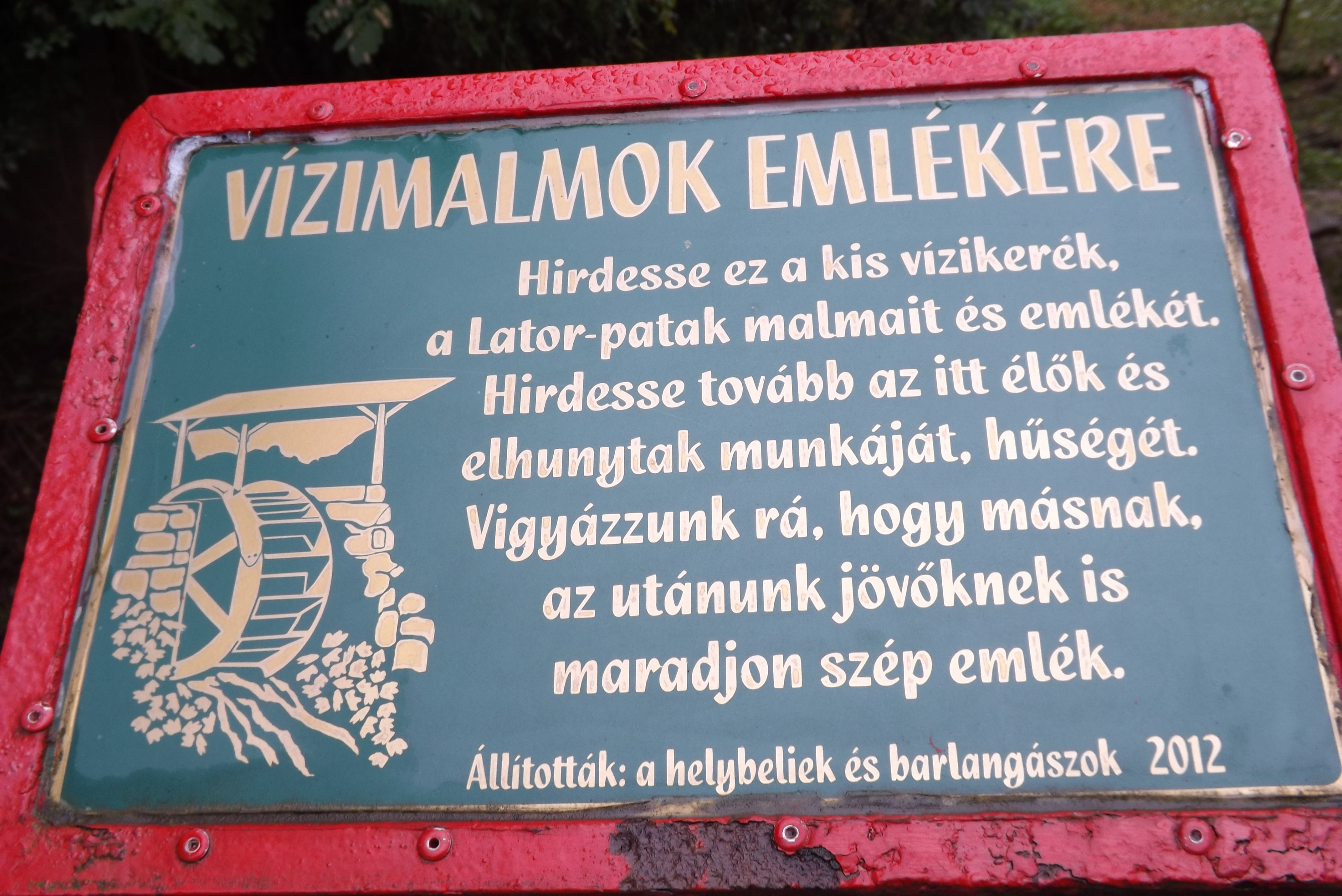
Emléktábla a patak hídján Latorpusztánál

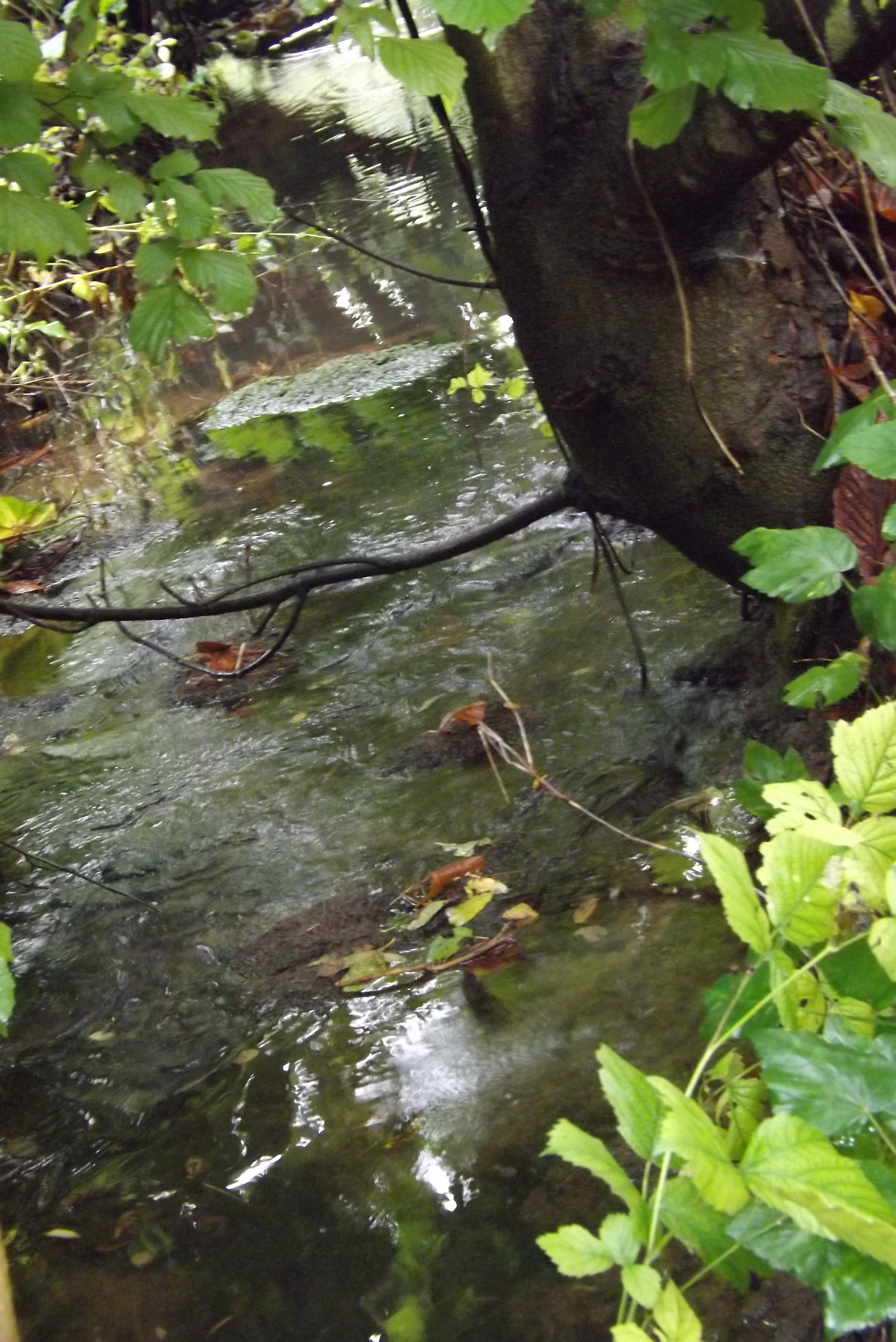
A Lator-patak víztükre a forrás közelében, Latorpusztánál

A Sályi-patak - melyet a latorpusztai részen, a Vízfő környékén Lator-patak, vagy Latorúti-patak néven is említenek - a Bükk hegységben ered, majd innen délnek veszi útját és átvágva az Egri-Bükkalja dimbes-dombos vidékén a Borsodi Mezőségben folytatja útját az Alföld északi peremvidékén. Sály és Bükkábrány között a patakon víztározót hoztak létre, mely halászati célokat is szolgál.
A patak érinti a Borsodi Mezőség Tájvédelmi Körzet, a Bükki Nemzeti Park területét, illetve Sály településnél a Latorvár védett értékeinek közelében folyik. A Sályi-patak a Kácsi-patakba torkollik, amely az Eger-patak mellékfolyója és egyben az Eger–Laskó–Csincse-vízrendszer része.

### Vízrajzi adatai
A patak teljes hossza 19 km. Vízgyűjtője 57,2 km2. Átlagos vízhozama Mezőnyárádnál 0,1 m3/s, a legkisebb 0, a legnagyobb 22 m3/s.

## Állatvilága
A patak halfaunáját a következő halak alkotják: amurgéb (Perccottus glenii), bodorka (Rutilus rutilus), csuka (Esox lucius), domolykó (Leuciscus cephalus), ezüstkárász (Carassius gibelio), fekete törpeharcsa (Ameiurus melas), halványfoltú küllő (Gobio albipinnatus), kövi csík (Barbatula barbatula), naphal (Lepomis gibbosus), razbóra (Pseudorasbora parva),  szivárványos ökle (Rhodeus amarus), tiszai küllő (Gobio carpathicus), vágó csík (Cobitis elongatoides).

## Védett területek a patak mentén
- Sály-Latorvár A Latorvár helyi érdekeltségű védett területe mintegy 47 hektárnyi területen fekszik. A Várhegyen több helyütt több négyzetméterre kiterjedő kapcsos korpafűtelepek, illetve moha-páfrány társulások találhatóak. A Várhegy déli-délkeleti oldalán molyhostölgyes bokorerdő, északi oldalán gyertyán-nyír társulás van. A terület alkalmi vadászterületként szolgál a parlagi sasok, a békászó sasok, a kígyászölyvek és a darázsölyvek számára.[4]

## Történelme
A patakon egykoron több malom is volt. Egyes források 13 egykori malmot említettek a patakon. Bükkábránynál előbb Felsőábrány településrészen épült malom, majd megépült a Német-malom a 19. század első felében.
A patakon régen kendertilók és aranymosók is voltak.

## Partmenti települések
- Latorpuszta, Sály mellett
- Sály
- Bükkábrány
- Mezőnyárád

## Galéria

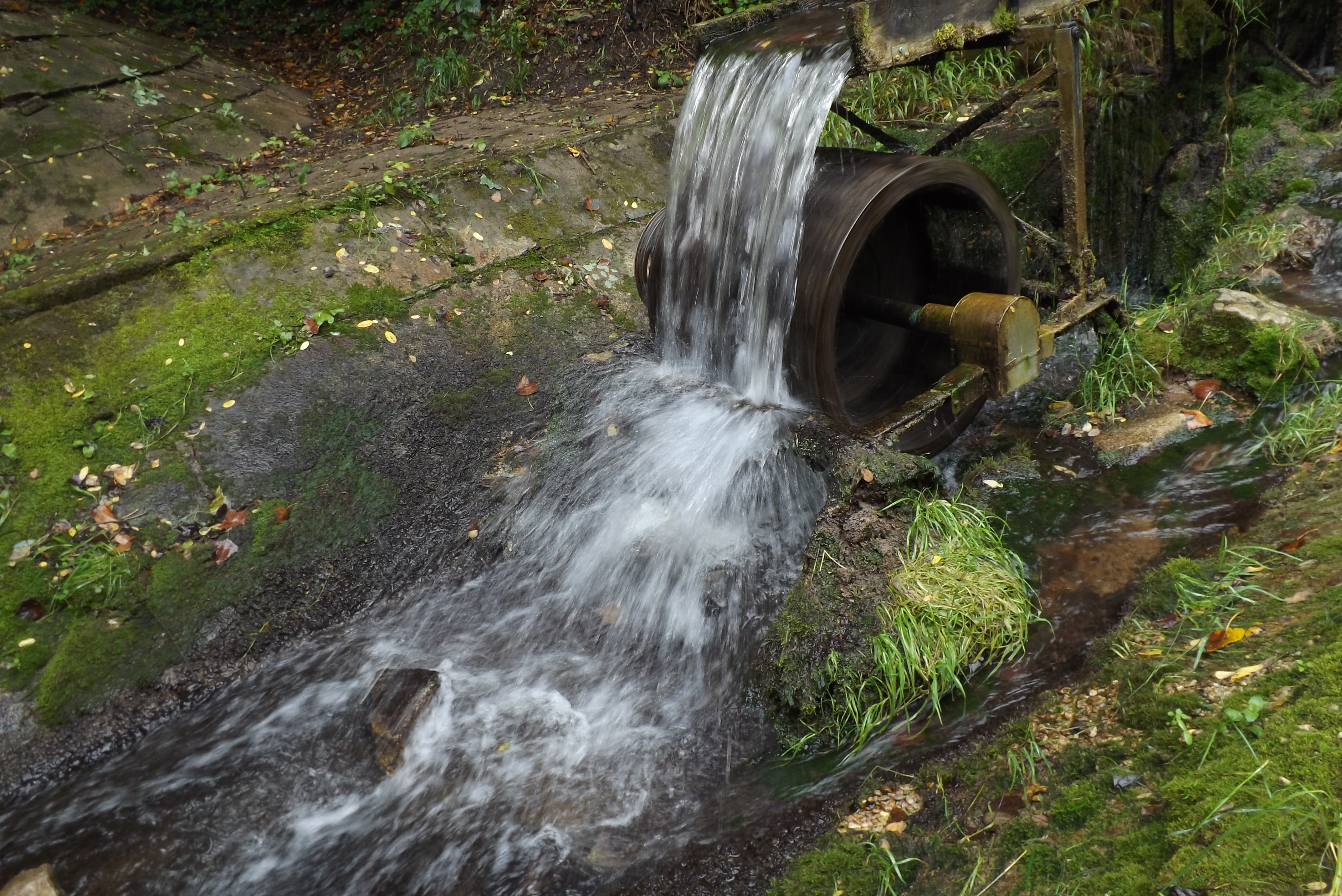
Vízikerék a patakon
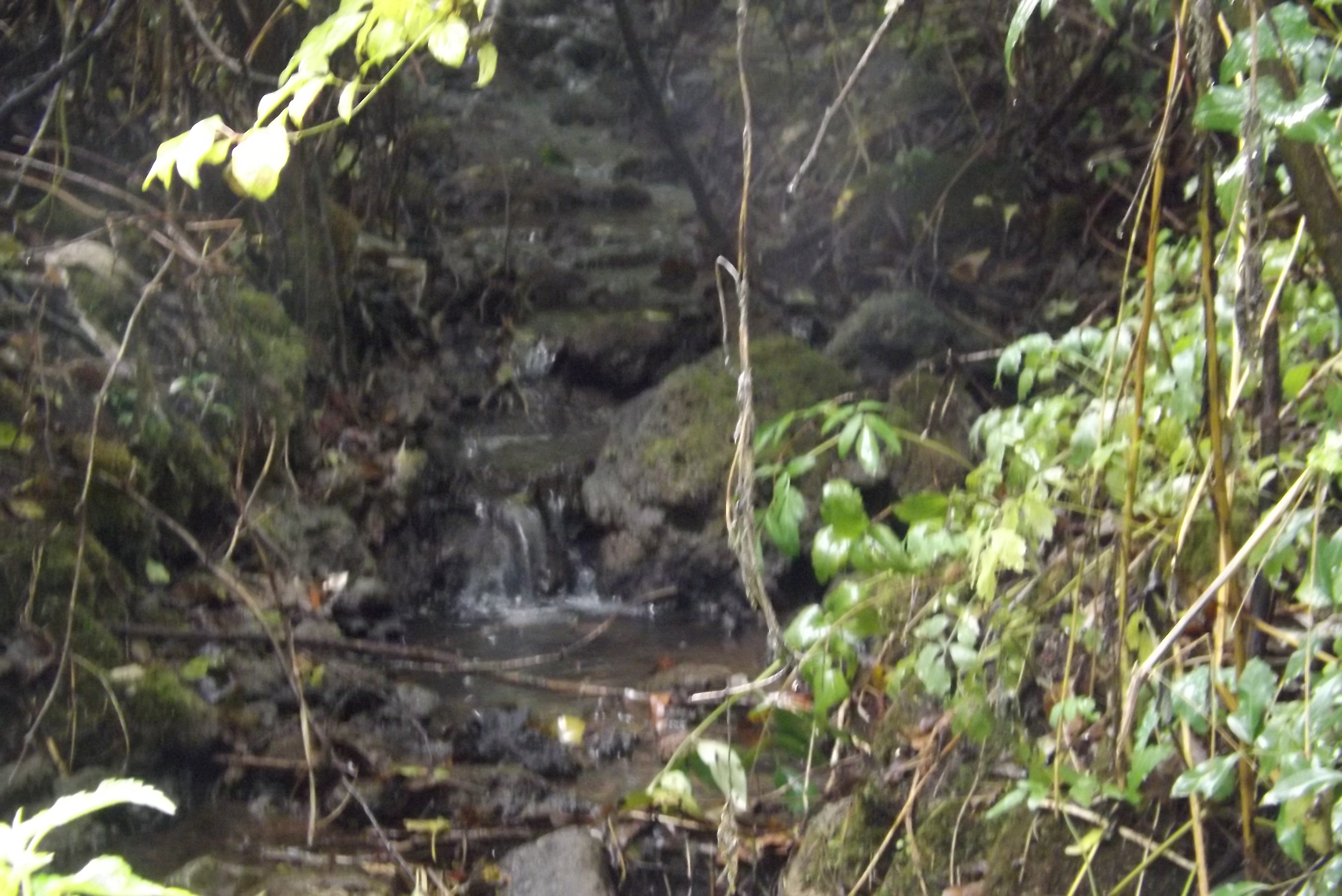
A Lator-patak vízesése Latorpusztánál
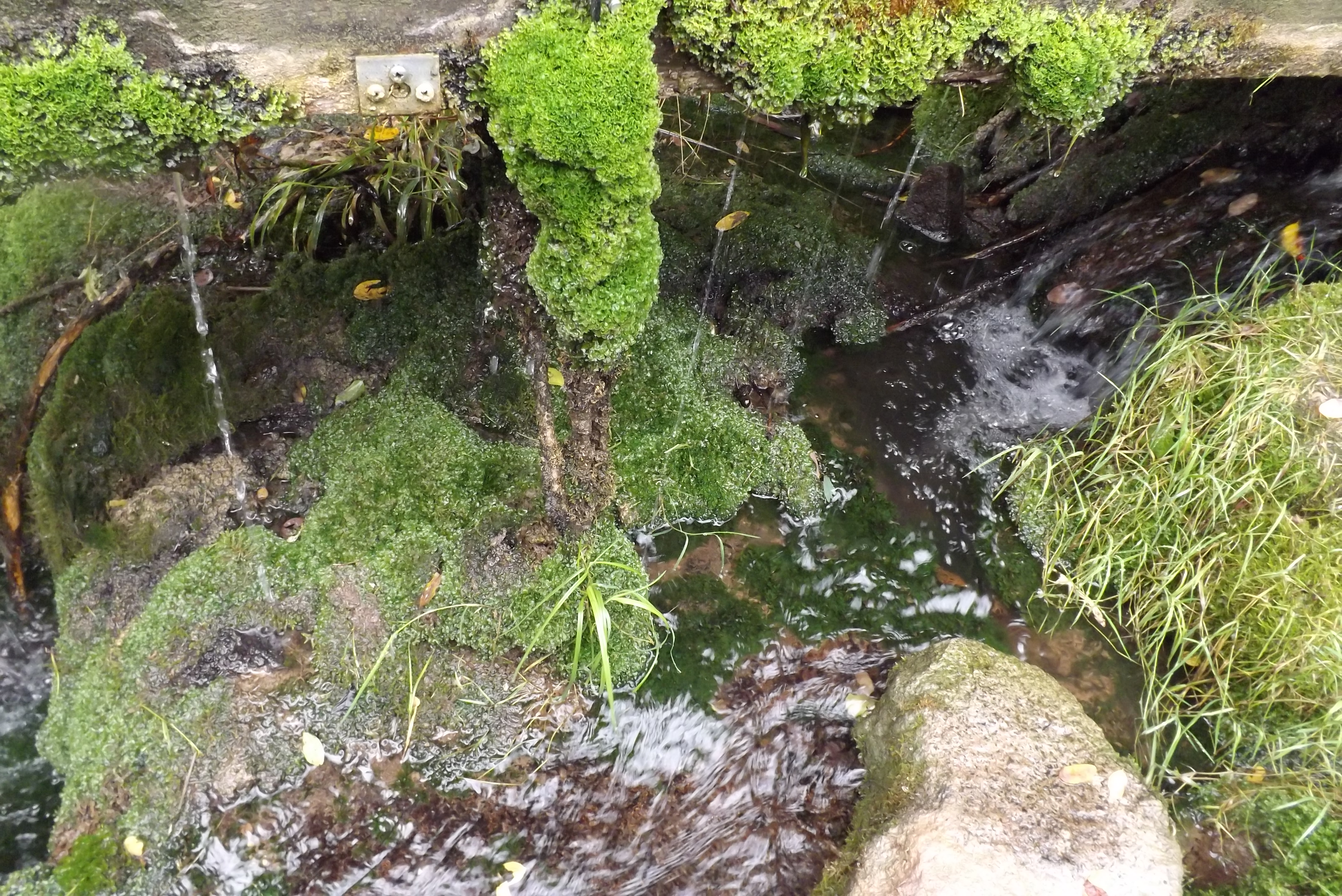
A patak vize és a partmenti növényzet a vízikerék mellett
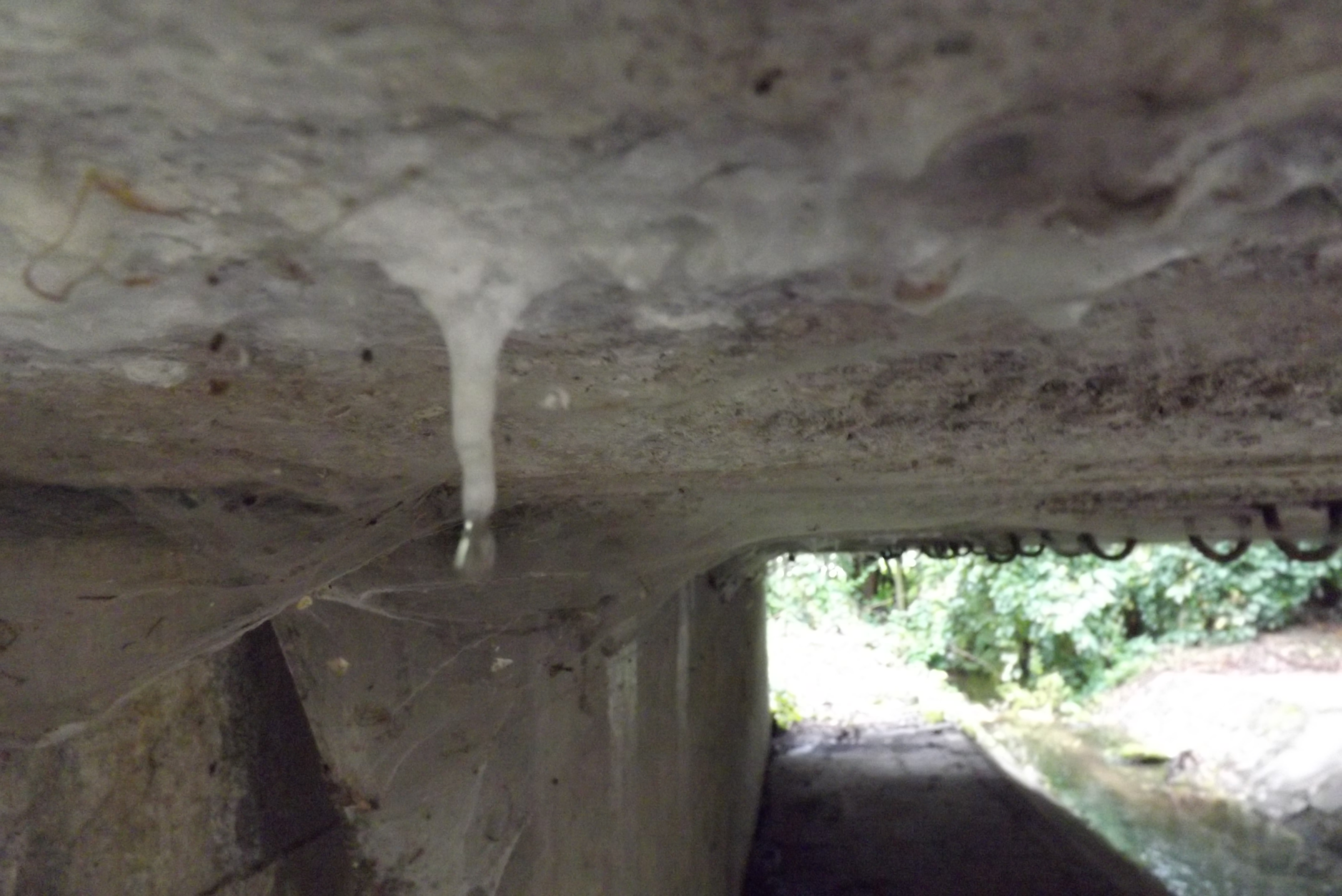
cseppkőképződés a Lator-patak hídja alatt
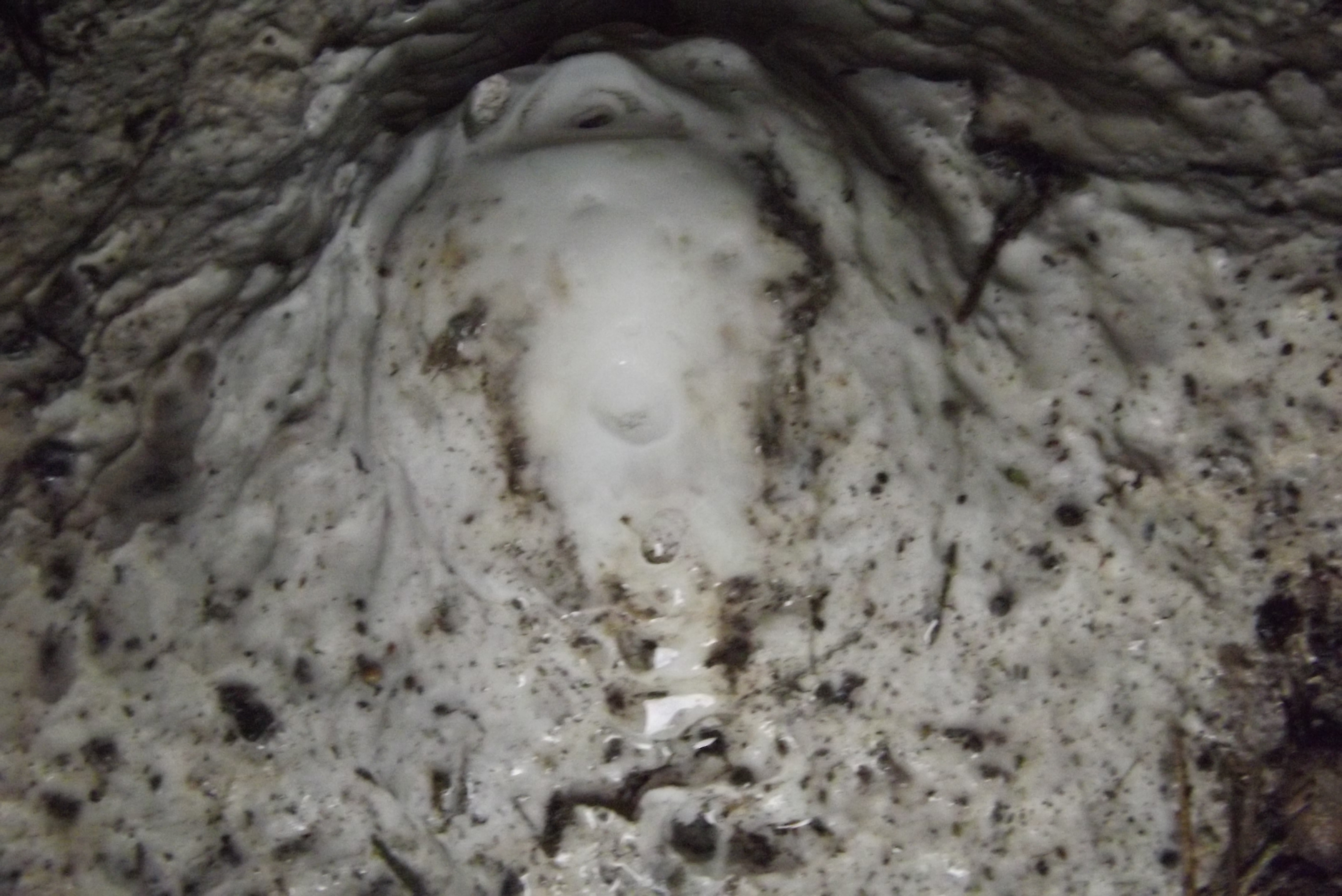
A lecsöppent víz cseppköve
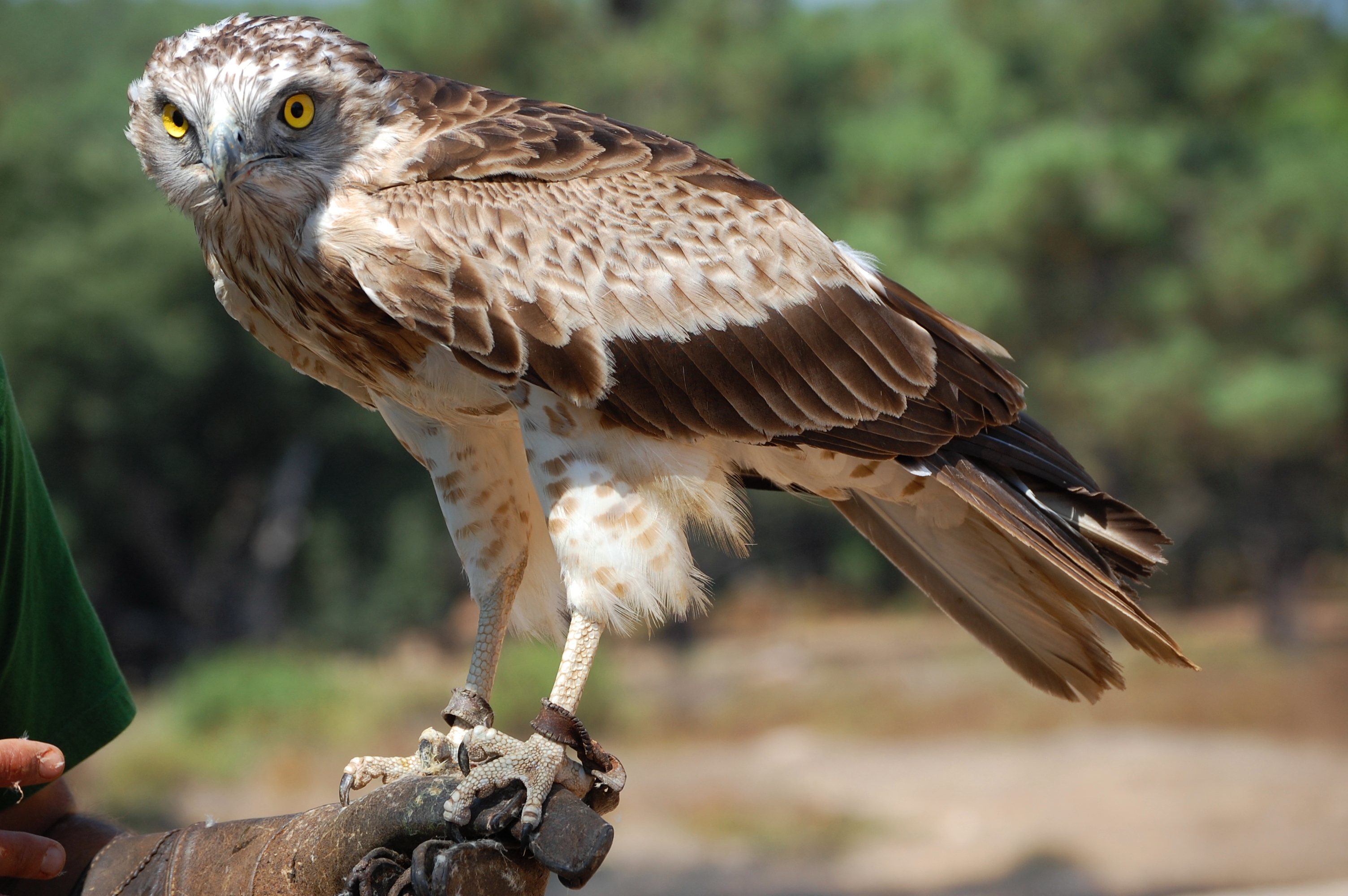
Kígyászósas